# 袁高
袁 高（えん こう、727年 - 786年）は、唐代中期の官僚。字は公頤。本貫は滄州東光県。

## 経歴
陳州刺史の袁建康（袁恕己の子）の子として生まれた。若くして正義感に満ち、意気軒昂として、名誉と節操を慕っていた。進士に及第し、節度使の府に召し出されて、補佐役を歴任した。代宗が即位すると、袁高は召し出されて入朝し、給事中・御史中丞に累進した。建中2年（781年）、京畿観察使に抜擢された。事を論じて徳宗の意思にそむき、韶州長史に左遷された。ほどなく湖州刺史に転じた。興元元年（784年）、再び給事中に任じられた。
貞元元年（785年）、徳宗が吉州長史の盧杞を饒州刺史として任用しようと、袁高に詔書の起草を命じた。袁高は宰相の盧翰や劉従一に面会して、盧杞の復活を阻止するよう求めた。しかし盧翰と劉従一は賛同しなかった。そこで袁高は盧杞を弾劾する上奏をおこない、陳京・趙需・裴佶・宇文炫・盧景亮・張薦らが続いて上奏した。徳宗はこのため盧杞の起用をあきらめた。
貞元2年（786年）、朱泚の乱の後で、関中の民衆が困窮し、農耕地が荒廃していることから、徳宗は諸道から耕牛を進上させ、牛を均等に農民に給付させることにした。袁高は田50畝以下を所有する人には2戸あたり牛1頭を給与するよう上奏して聞き入れられた。ほどなく袁高は在官のまま死去した。享年は60。礼部尚書の位を追贈された。

## 伝記資料
- 『旧唐書』巻153 列伝第103
- 『新唐書』巻120 列伝第45